# Лекобале (Чхороцкуський муніципалітет)
Лекобале (груз. ლექობალე) — село в Грузії.
За даними перепису населення 2014 року в селі проживає 76 осіб.